# Amerikai lógó fülű macska
Az amerikai lógó fülű macska fülének elváltozását, a fülporc hátrafelé görbülését egy örökletes genetikai mutáció okozza, melyet először 1981-ben figyeltek meg. Először csak a hosszú szőrű egyedeknél jelentkezett, de ma már a rövid szőrűekre is átörökítették.

## Fajtái
- Fekete
- Fekete-fehér tarka
- Barna tigriscirmos-fehér tarka

## Történet
Ősei a fajtátlan görbe fülűek. Az első ilyen nőstény gazdája Nancy Kiester volt, aki az USA-ban élt, és tenyésztésük során számos görbefülű példányra tett szert. Macskáit az 1980 októberében megrendezett macskakiállításon mutatta be, ahol más tenyésztők segítségével felállították a fajtaszabványt, és gondoskodtak az egészséges tenyészanyagról.

## Tenyésztés
Születéskor az összes kölyök füle normálisnak látszik. Később körülbelül az alom felének válik görbévé a füle. Ez a változás már 4-7 napos korban megkezdődik. Hat hónapnak kell eltelnie ahhoz, hogy láthatóvá váljon a fül végleges alakja, bár sok esetben még ezután is tovább görbül hátrafelé.
Ez a fajta viszonylag lassabban érő, csak 2-3 éves korára nő fel teljesen.

## Tulajdonságai
Ebbe a fajtában az összes színváltozatot, és bundamintázatot elfogadják.
Izmos, közepes termetű, feje enyhén lekerekített, orra egyenes. Bundája selymes, általában közepesen hosszú, és az állat testére simul.
A fülalap porca megkeményedett. A fülön általában a szőrzet hosszúsága miatt pamacsok alakulnak ki. A fülek 90 fokban, vagy ennél jobban meggörbülnek. A fülüket a macskák el tudják forgatni oly módon, hogy azok csúcsa egymás felé nézzen.
Jellemzője az izmos törzs. Végtagjai közepesen vastagok, rövidek, és egyenesek, mancsai kerekek. A hátsó lábak kissé hosszabbak az elülsőknél. Farka zászlós, alapja vastag, majd fokozatosan elvékonyodik, rendkívül bozontos.
A szemei nagyok, enyhén ferdén állnak, melyek rendkívül barátságos, kedves tekintetet adnak ennek a fajtának.
Intelligens, és rendkívül játékos, aktív, de nagyon szelíd fajta, a szokatlan fülforma nem okoz neki hátrányt.

## Követelmények
A kiállításokon a bírák ezzel a fajtával kapcsolatban elsősorban a fül nagyságát, alakját, szőrözöttségét és elhelyezkedését, valamint a görbület fokát értékelik.